# تپه چغا کبود ۱
تپه چغا کبود ۱ مربوط به عصر آهن - دوره اشکانیان است و در شهرستان کرمانشاه، بخش مرکزی، دهستان بالادربند، ۱ کیلومتری غرب و شمال غرب روستای چغا کبود واقع شده و این اثر در تاریخ ۲۶ اسفند ۱۳۸۷ با شمارهٔ ثبت ۲۵۷۴۰ به‌عنوان یکی از آثار ملی ایران به ثبت رسیده است.